# Mausolée d'Ar-Rachid
Le mausolée d'Ar-Rachid est un mausolée historique à Ispahan, en Iran. Le mausolée fut construit dans l'ère des Seldjoukides sur la plage de nord du Zayandeh Roud à côté du pont Chahrestan. Cette construction est la tombe d'Ar-Rachid, le trentième calife abbasside. Après que Mahmoud de Ghazni conquit Bagdad, Ar-Rachid abandonna son palais et s'enfuit à Ispahan.